# ロマン・ビュシーヌ

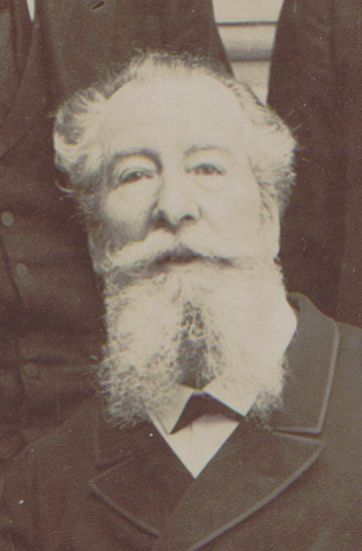
ロマン・ビュシーヌ

ロマン・ビュシーヌ（Romain Bussine, 1830年 - 1899年 パリ）は、19世紀フランスの詩人である。パリ音楽院声楽科の教授でもあった。
1871年にカミーユ・サン＝サーンスやアンリ・デュパルクと共同して、同時代のフランスの室内楽や管弦楽曲を普及させるための拠点として「国民音楽協会」を設立した。後に、外来の音楽を上演すべきかどうかをめぐる論争から、1886年にサン＝サーンスとともに共同総裁から降りた。
ガブリエル・フォーレはビュシーヌの詩のいくつかに曲付けをしており、中でも『夢のあとに』（Après un rêve）は名高い。『夢のあとに』は、トスカーナ地方に伝わる作者不明のイタリア語の詩をビュシーヌが自由に翻訳したものである。